# 德尔蒙特 (南达科他州)
德尔蒙特（英語：Delmont），是美国南达科他州下属的一座城市。根据2010年美国人口普查，该市有人口231人。论人口在本州排行第169。